# Pühajärve
Pühajärve – wieś w Estonii, prowincji Valga, w gminie Otepää.